# 西原 (ふじみ野市)
西原（にしはら）は、埼玉県ふじみ野市の町名。現行行政地名は西原一丁目および二丁目。郵便番号は356-0028。

## 地理
ふじみ野市の東部の武蔵野台地と新河岸川沿いの低地の間の緩傾斜面に位置する。東武東上線上福岡駅から南東に1キロほどで、おもに住宅地として利用されている。

## 歴史

### 沿革
- 1973年（昭和48年）2月7日 - 土地改良事業により[5]、大字福岡、大字中福岡の各一部から西原一丁目および二丁目が成立[4]。町名は小字に因む[5]。
- 2005年（平成17年）10月1日 - 入間郡大井町と合併してふじみ野市になり、ふじみ野市の町丁となる。

## 世帯数と人口
2017年（平成29年）10月1日現在の世帯数と人口は以下の通りである。
| 丁目       | 世帯数  | 人口    |
| ---------- | ------- | ------- |
| 西原一丁目 | 328世帯 | 712人   |
| 西原二丁目 | 196世帯 | 454人   |
| 計         | 524世帯 | 1,166人 |

## 小・中学校の学区
市立小・中学校に通う場合、学区（校区）は以下の通りとなる。
| 丁目       | 番地 | 小学校                 | 中学校                   |
| ---------- | ---- | ---------------------- | ------------------------ |
| 西原一丁目 | 全域 | ふじみ野市立福岡小学校 | ふじみ野市立花の木中学校 |
| 西原二丁目 | 全域 | ふじみ野市立福岡小学校 | ふじみ野市立花の木中学校 |

## 施設
- ふじみ野市立福岡小学校
- JAいるま野福岡支店
- 天神大教会